# Villalba de Rioja
Villalba de Rioja település Spanyolországban, La Rioja autonóm közösségben. Villalba de Rioja Miranda de Ebro, Haro, Cihuri és Sajazarra községekkel határos. Lakosainak száma 161 fő (2024).

## Népesség
A település népessége az elmúlt években az alábbi módon változott:
| Lakosok száma | 156  | 162  | 170  | 157  | 148  | 125  | 147  | 160  | 162  | 161  |
|               | 2001 | 2004 | 2007 | 2009 | 2012 | 2014 | 2017 | 2019 | 2022 | 2024 |